# Unione Sportiva Triestina 1970-1971
Questa voce raccoglie le informazioni riguardanti l'Unione Sportiva Triestina nelle competizioni ufficiali della stagione 1970-1971.

## Rosa
| N. |                   | Ruolo | Calciatore         |
| -- | ----------------- | ----- | ------------------ |
|    | Italia (bandiera) | D     | Umberto Bernabei   |
|    | Italia (bandiera) | A     | Claudio Braico     |
|    | Italia (bandiera) | A     | Nello Campana      |
|    | Italia (bandiera) | P     | Walter Chendi      |
|    | Italia (bandiera) | A     | Paolo Ciclitira    |
|    | Italia (bandiera) | P     | Romano Collovati   |
|    | Italia (bandiera) | P     | Paolo D'Ambrogio   |
|    | Italia (bandiera) | C     | Guido Del Piccolo  |
|    | Italia (bandiera) | D     | Claudio De Gasperi |
|    | Italia (bandiera) | C     | Ivano De Vettor    |
|    | Italia (bandiera) | D     | Giovanni D'Eri     |
|    | Italia (bandiera) | A     | Enzo Fregonese     |

| N. |                   | Ruolo | Calciatore        |
| -- | ----------------- | ----- | ----------------- |
|    | Italia (bandiera) | C     | Aldo Loppoli      |
|    | Italia (bandiera) | D     | Ernesto Marcolini |
|    | Italia (bandiera) | D     | Paolo Martinelli  |
|    | Italia (bandiera) | A     | Ermes Moretti     |
|    | Italia (bandiera) | A     | Franco Naldi      |
|    | Italia (bandiera) | C     | Settimo Pestrin   |
|    | Italia (bandiera) | A     | Marino Rakar      |
|    | Italia (bandiera) | D     | Bruno Rigo        |
|    | Italia (bandiera) | C     | Mirto Scala       |
|    | Italia (bandiera) | C     | Andrea Truant     |
|    | Italia (bandiera) | A     | Renato Tugliach   |
|    | Italia (bandiera) | A     | Giancarlo Tumiati |